# Léo Ambard
Léon Joseph Ambard, dit Léo Ambard, né le 16 février 1876 à Marseille et mort à Paris 6e le 19 mai 1962, est un médecin français, professeur à la faculté de médecine de Strasbourg, spécialiste de néphrologie. Il est l'inventeur de la constante d'Ambard, longtemps utilisée en clinique pour estimer la fonction rénale.

## Aperçu biographique
Il est interne des Hôpitaux de Paris, médecin en 1905, puis chef de laboratoire à la faculté de médecine de Paris. 
Lors de la Grande guerre, il est médecin major de 2e classe (1916), chef de service à l'hôpital mixte de Zuydcoote.
Appelé par Georges Weiss à Strasbourg, il est nommé professeur à la faculté de médecine de Strasbourg.
Il est élu membre correspondant non-résidant de l'Académie nationale de médecine le 20 mai 1930.

## Œuvres et publications
- Travaux scientifiques, [S.l.], [s.n.], Texte intégral.
- Les Rétentions chlorurées dans les néphrites interstitielles, 1905, G. Jacques (Paris), lire en ligne sur Gallica.
- Les Fièvres Paratyphoïdes B à l'Hôpital Mixte de Zuydcoote de décembre 1914 à février 1916, Paris, Librairie Félix Alcan, 1916.
- Physiologie normale et pathologique des reins, [3. éd., entièrement remaniée], Paris , Masson, 1931, 3 p. l., 502 p., 1 l., ill.

En collaboration
- Le diabète et sa pathogénie, [avec la collaboration de Mlle S. Trautmann et de M. Daniel Kuhlmann], Masson et Cie (Paris), 1946, 1 vol., 162 p. ill., 25 cm.

## Éponymie
- Constante [uréo-sécrétoire] d'Ambard, après Constante de Ambard-Moreno avec Óscar Moreno[2],[3]: rapport mathématique liant l'urémie avec le débit de l'urée dans l'urine (1910-1920). Elle est utilisée par les cliniciens pendant des dizaines d'années pour la surveillance de la fonction rénale, remplacée peu à peu par la "clearance de l'urée" (Van Slyke, 1920), puis de la "clearance de la créatinine".

## Décoration
- Chevalier de la Légion d'honneur en 1929